# Downingia bella
Downingia bella là loài thực vật có hoa trong họ Hoa chuông. Loài này được Hoover mô tả khoa học đầu tiên năm 1937.